# Project X (группа)
Project X — недолго проживший хардкор-панк/youth crew коллектив из Нью-Йорка, сайд-проект участников известных нью-йоркских хардкор-групп Gorilla Biscuits, Youth of Today, Side by Side и Judge. Project X — это также название единственного альбома, записанного группой в 1987 году.

## История
Издатели фэнзина Schism вокалист Джон Порселли и гитарист Алекс Браун планировали выпустить компиляционный альбом с редким, неизданным материалом 1980-х годов. Когда попытка приобрести авторские права на издание сборника окончилась провалом, они решили создать музыкальный коллектив и самим записать альбом. Группа получила название Project X и издала мини-альбом под тем же названием. Пластинка была издана тиражом в 500 экземпляров. Практически весь тираж был распродан на концерте в Коннектикуте. 18 лет спустя, в 2005 году, альбом был переиздан на лейбле Bridge Nine Records.
За всё время своего существования, группа дала всего пять концертов: на восточном побережье США и в ходе концертного тура Youth of Today по Европе в 1989 году. Группа также написала песню «Can’t Keep Me Down», которая исполнялась только на концертах. Позднее, с другим текстом и под названием «Live Free», композиция вошла в альбом Youth of Today We're Not In This Alone.

## Участники
- Kid Hard (Алекс Браун) — гитара.
- Slam (Джон Порселли) — вокал.
- N.D. (Уолтер Шрайфельс) — бас-гитара.
- The Youth (Сэмми Сиглер) — ударные.

## Список композиций альбомаProject X
1. «Straight Edge Revenge» — 1:20
2. «Shutdown» — 1:15
3. «Cross Me» — 0:08
4. «Dance Floor Justice» — 1:30
5. «Where It Ends» — 2:16
6. «Dance Floor Justice/Cross Me» Live at the Anthrax (18 March 1988) — 2:26